# Наблюдение за работником
Наблюдение за работником — меры, позволяющие работодателю знать, чем занимается работник на своём рабочем месте. Предприятия повсеместно пользуются информационными технологиями в своей деятельности. Работники, имеющие доступ к плодам технического прогресса, могут использовать их не по назначению. Поэтому, в целях защиты интересов предприятия, принимаются меры по слежению за работниками. Для этого используются видеокамеры, кейлогеры, фильтры электронной почты или просто прямое наблюдение или прослушивание. Всё это объединяется в системы слежения и наблюдения, превращая работника в объект исследования. Работодатель располагает большим количеством средств для наблюдения за работой, но эффективность и законность каждого метода зависит от ситуации.

## Типы наблюдения
Таковых большое количество. Самый популярный способ — наблюдение за компьютером, потому что компьютеры используются очень широко. Наблюдение за компьютером бывает двух видов: контроль использования интернета и наблюдение за рабочим столом.
- Контроль использования интернета — это активное наблюдение за тем, что делает пользователь в интернете. Для этого используется специальное программное обеспечение, которое составляет список посещённых web-страниц для предоставления его работодателю. Это программное обеспечение ещё называется шпионским, оно разработано для отслеживания действий пользователя и сообщения о них администратору. Затем администратор докладывает об этом работодателю тем или иным способом.
- Наблюдение за рабочим столом, с другой стороны, перехватывая сигнал, выдаваемый компьютером работника. Каждое нажатие на клавишу может быть зафиксировано. Это делается специальным программным обеспечением, которое может быть удалённо или физически установлено на машине работника.

Похожий способ предполагает прочтение электронной почты, которую получает и отправляет работник. В общем, конфликты работодателя с работником часто касаются нецелевого использования работником электронной почты. Как уже было сказано выше, проверка осуществляется специальным программным обеспечением, что часто воспринимается как вмешательство в личную жизнь. Как и в случае с телефоном, многие работодатели официально или неофициально разрешают в неформальное общение в каком-то объёме. Часто этот объём прописан в трудовом договоре и не всегда всё написанное там на эту тему соответствует закону.
- Прослушивание телефонных разговоров. Работники, которые отвечают на телефонные разговоры весь день, проверяются очень тщательно. Конкретный телефонный номер и длительность каждого звонка и время между звонками записывается и анализируется.
- Видеонаблюдение является одним из самых эффективных способов слежения. Вся информация с видеоаппаратуры собирается в одном месте, где записывается и/или просматривается в режиме реального времени.
- Проверка местонахождения используется для профессий, не имеющих постоянного рабочего места. Это, например, работники служб доставки или водители автотранспорта. В некоторых случаях необходимость такого слежения может быть обусловлена спецификой работы, например, для определения времени доставки, или нахождения ближайшего такси. Такое наблюдение может быть осуществлено с помощью мобильных телефонов.

Итоги наблюдения за работой могут быть использованы для принятия решения о повышении, понижении или увольнении работника.

## За и Против наблюдения за работой
Несмотря на существование достаточно функционального программного обеспечения, некоторые работодатели всё ещё предпочитают традиционные методы надзора. Запись и прослушивание телефонных разговоров, видеонаблюдение используются повсеместно.
Наблюдение за работником нужно работодателю, но также может быть полезно работнику. Воровство на рабочем месте — типичная причина для установки систем наблюдения, что означает потери для предприятия. Большинство негативных эффектов касаются вторжения в личную жизнь, демотивации и стресса.
Наблюдение за работой может дать работодателю незаконный доступ к интеллектуальной собственности работника. Многие работники опасаются держать у себя на рабочем компьютере личную информацию из боязни публичного её распространения.
Наблюдение за работой обеспечивает безопасность и защиту, но возможность контролировать все действия работников часто приводят к излишним предупредительным мерам, например, религиозные или иные взгляды работника, высказанные коллегам, могут быть использованы помимо его воли.
Организации необходимо выработать чёткие правила о наблюдении и довести их до сведения работников, особенно если работа имеет ту или иную степень секретности.
Отношение самих работников к этим мерам может быть разным. Кто-то относится к наблюдению спокойно, считая, что такие меры обоснованы, другие видят в этом вмешательство в личную жизнь.

## О законности
В целом законными считаются следующие варианты использования информации работника:
- Поиск необходимой для работы информации в случае отсутствия работника.
- Защита патентованной информации и данных.
- Предотвращение или расследование возможных противоправных действий работника.
- Предотвращение личного использования капитала работодателя.
- Проверка, в соответствии с политикой компании, на предмет распространения информации насильственного или порнографического характера.
- Расследование жалоб на травлю.
- Проверка на наличие нелегального программного обеспечения.

## Охрана личной жизни
В некоторых случаях наблюдение за работой приводит к наблюдению за теми аспектами жизни работника, которые с работой не связаны. Это делает необходимыми меры по защите личной жизни работников. В некоторых случаях работник может самостоятельно принять меры для сохранения своего рабочего места и конфиденциальности личной переписки.